# Lijst van gemeentelijke monumenten in Geleen
Het stadsdeel Geleen heeft 63 gemeentelijke monumenten. Hieronder een overzicht.

## Kluis
De wijk Kluis kent 7 gemeentelijke monumenten:
| Object                          | Bouwjaar | Architect    | Locatie           | Coördinaten                   | Nr.        | Afbeelding                      |
| ------------------------------- | -------- | ------------ | ----------------- | ----------------------------- | ---------- | ------------------------------- |
| Kazemat                         | ca. 1939 | n.b.         | Biesenweg 5       | 50° 57' 11" NB, 5° 50' 7" OL  | 1883/GM035 | Kazemat                         |
| Woonhuis in beton               | ca. 1970 | W. Grundhoff | Frans Erenslaan 3 | 50° 57' 51" NB, 5° 50' 25" OL | 1883/GM036 | Woonhuis in beton               |
| Woonhuis, hoofdingenieurswoning | 1938     | Staatsmijnen | Irenelaan 2       | 50° 57' 51" NB, 5° 50' 6" OL  | 1883/GM042 | Woonhuis, hoofdingenieurswoning |
| Woonhuis, hoofdingenieurswoning | 1938     | Staatsmijnen | Irenelaan 4       | 50° 57' 51" NB, 5° 50' 7" OL  | 1883/GM043 | Woonhuis, hoofdingenieurswoning |
| Woonhuis, hoofdingenieurswoning | 1938     | Staatsmijnen | Irenelaan 6       | 50° 57' 52" NB, 5° 50' 8" OL  | 1883/GM044 | Woonhuis, hoofdingenieurswoning |
| Woonhuis                        | 1923     | n.b.         | Irenelaan 38      | 50° 57' 60" NB, 5° 50' 17" OL | 1883/GM045 | Woonhuis                        |
| Voormalig kassahuisje           | 1946     | n.b.         | t.o. Irenelaan 16 | 50° 57' 58" NB, 5° 50' 12" OL | 1883/GM041 | Voormalig kassahuisje           |

## Krawinkel
De wijk Krawinkel kent 3 gemeentelijke monumenten:
| Object                                                            | Bouwjaar  | Architect     | Locatie                 | Coördinaten                   | Nr.        | Afbeelding                                                        |
| ----------------------------------------------------------------- | --------- | ------------- | ----------------------- | ----------------------------- | ---------- | ----------------------------------------------------------------- |
| Woonhuis                                                          | 1917      | n.b.          | Molenstraat 33          | 50° 57' 59" NB, 5° 49' 25" OL | 1883/GM069 | Woonhuis                                                          |
| Boerderij met woonhuis                                            | ca. 1950  | n.b.          | Spoorstraat 71          | 50° 57' 53" NB, 5° 48' 53" OL | 1883/GM086 | Boerderij met woonhuis                                            |
| Trafohuisje                                                       | ca. 1930  | P.L.E.M.      | Rijksweg Zuid bij 186b  | 50° 57' 42" NB, 5° 49' 13" OL | 1883/GM085 | Trafohuisje                                                       |
| Woonhuis, beambtenwoning                                          | 1927      | Staatsmijnen  | Prins de Lignestraat 55 | 50° 58' 4" NB, 5° 49' 29" OL  | 1883/GM074 | Woonhuis, beambtenwoning                                          |
| Woonhuis, beambtenwoning                                          | 1927      | Staatsmijnen  | Prins de Lignestraat 57 | 50° 58' 4" NB, 5° 49' 30" OL  | 1883/GM075 | Woonhuis, beambtenwoning                                          |
| Woonhuizen                                                        | 1927      | Daalmans      | Mauritslaan 33-33a      | 50° 58' 8" NB, 5° 49' 28" OL  | 1883/GM063 | Woonhuizen                                                        |
| Sint-Augustinusschool nu Heemkundegebouw resp. Theater Karroessel | 1915/1920 | Egide Meijers | Jupiterstraat 35/35A    | 50° 58' 9" NB, 5° 49' 14" OL  | 1883/GM240 | Sint-Augustinusschool nu Heemkundegebouw resp. Theater Karroessel |
| Onderwijzerswoning beh. bij Augustinusschool                      | 1915      | Egide Meijers | Groenseykerstraat 30    | 50° 58' 11" NB, 5° 49' 16" OL | 1883/GM240 | Onderwijzerswoning beh. bij Augustinusschool                      |

## Lindenheuvel
De wijk Lindenheuvel kent 1 gemeentelijke monument:
| Object                                           | Bouwjaar | Architect           | Locatie          | Coördinaten                   | Nr.        | Afbeelding                                       |
| ------------------------------------------------ | -------- | ------------------- | ---------------- | ----------------------------- | ---------- | ------------------------------------------------ |
| Kerktoren voormalige kerk (H.H. Engelbewaarders) | 1963     | A.F. Brenninckmeyer | Valderenstraat 1 | 50° 58' 47" NB, 5° 49' 12" OL | 1883/GM097 | Kerktoren voormalige kerk (H.H. Engelbewaarders) |

## Lutterade
De wijk Lutterade kent 37 gemeentelijke monumenten:
| Object                                        | Bouwjaar  | Architect                           | Locatie                               | Coördinaten                   | Nr.        | Afbeelding                         |
| --------------------------------------------- | --------- | ----------------------------------- | ------------------------------------- | ----------------------------- | ---------- | ---------------------------------- |
| Woonhuis, kantoor                             | 1938      | W.P.W. Schelberg                    | Agnes Printhagenstraat 31             | 50° 58' 4" NB, 5° 49' 38" OL  | 1883/GM034 | Woonhuis, kantoor                  |
| Reliëfs voormalig Mauritsstadion              | 1948-1949 | Eugène Quanjel                      | Geenstraat bij 19                     | 50° 58' 32" NB, 5° 49' 53" OL | 1883/GM037 | Reliëfs voormalig Mauritsstadion   |
| Slagerij met bovenwoning                      | 1925      | H. Bertrams                         | Graaf Huijnlaan 2                     | 50° 58' 9" NB, 5° 49' 36" OL  | 1883/GM038 | Slagerij met bovenwoning           |
| Woonhuizen                                    | 1936      | P. Donders                          | Graaf Huijnlaan 11 en 13              | 50° 58' 7" NB, 5° 49' 35" OL  | 1883/GM039 | Woonhuizen                         |
| Voormalige pastorie                           | 1910      | n.b.                                | Groenseijkerstraat 7-7a               | 50° 58' 13" NB, 5° 49' 13" OL | 1883/GM040 | Voormalige pastorie                |
| Voormalig raadhuis Gemeente Geleen            | 1922      | Gebr. Cuypers                       | Markt 1a                              | 50° 58' 10" NB, 5° 49' 38" OL | 1883/GM057 | Voormalig raadhuis Gemeente Geleen |
| Wederopbouwflat                               | 1952      | Staatsmijnen                        | Markt 13 - 30                         | 50° 58' 11" NB, 5° 49' 34" OL | 1883/GM058 | Wederopbouwflat                    |
| Winkel met bovenwoning                        | 1953      | Bureau Hest en Kimmel               | Markt 50-51c                          | 50° 58' 14" NB, 5° 49' 39" OL | 1883/GM059 | Winkel met bovenwoning             |
| Galfettigebouw                                | 1995      | Aurelio Galfetti                    | Markt 114a-114b                       | 50° 58' 12" NB, 5° 49' 41" OL | 1883/GM060 | Galfettigebouw                     |
| Woonhuis, kantoor                             | 1931      | Jos Philips                         | Mauritslaan 4                         | 50° 58' 3" NB, 5° 49' 38" OL  | 1883/GM061 | Upload foto                        |
| Woonhuizen                                    | 1930      | Baggen                              | Mauritslaan 12 en 14                  | 50° 58' 5" NB, 5° 49' 35" OL  | 1883/GM062 | Woonhuizen                         |
| Mijnmonument                                  | 1937      | Eugène Quanjel en Mathieu van Thoor | Mauritspark bij 10 en 11              | 50° 58' 28" NB, 5° 49' 14" OL | 1883/GM064 | Mijnmonument                       |
| Voormalige Constructiewerkplaats Mijn Maurits | 1925      | Staatsmijnen                        | Behoort bij Mijnweg 1, Mauritspark 43 | 50° 58' 23" NB, 5° 49' 1" OL  | 1883/GM065 | Upload foto                        |
| Voormalige watertoren Mijn Maurits            | 1926      | Staatsmijnen                        | Behoort bij Mijnweg 1, Mauritspark 1a | 50° 58' 26" NB, 5° 49' 1" OL  | 1883/GM066 | Voormalige watertoren Mijn Maurits |
| Mozaïekmonument Mijn Maurits                  | 1953      | Henri Schoonbrood                   | Bij Mijnweg 2                         | 50° 59' 30" NB, 5° 52' 11" OL | 1883/GM067 | Mozaïekmonument Mijn Maurits       |
| Barbaramonument                               | 1952      | Wim van Hoorn                       | Hoek Mijnweg-Tunnelstraat             | 50° 58' 31" NB, 5° 49' 20" OL | 1883/GM068 | Upload foto                        |
| Winkel met bovenwoning                        | ca. 1930  | n.b.                                | Raadhuisstraat 19-19a                 | 50° 58' 8" NB, 5° 49' 42" OL  | 1883/GM076 | Winkel met bovenwoning             |
| Winkel met bovenwoning                        | ca. 1940  | M.J.A. Blokdijl                     | Raadhuisstraat 21-21a                 | 50° 58' 6" NB, 5° 49' 43" OL  | 1883/GM077 | Winkel met bovenwoning             |
| Beambtenwoningen                              | ca. 1920  | Staatsmijnen                        | Ridder Vosstraat 2-4                  | 50° 58' 35" NB, 5° 50' 13" OL | 1883/GM078 | Beambtenwoningen                   |
| Voormalig theater (Roxy)                      | 1932      | M.O.T. Schols                       | Rijksweg Centrum 65-69                | 50° 58' 6" NB, 5° 49' 47" OL  | 1883/GM079 | Voormalig theater (Roxy)           |
| Voormalig café met woning                     | 1880      | n.b.                                | Rijksweg Noord 32-32a                 | 50° 58' 19" NB, 5° 49' 59" OL | 1883/GM080 | Voormalig café met woning          |
| Trafohuisje                                   | 1931      | P.L.E.M.                            | Rijksweg Noord bij 96                 | 50° 58' 27" NB, 5° 50' 8" OL  | 1883/GM082 | Trafohuisje                        |
| Villa Huys op de Wolff                        | 1916      | Jos Wielders                        | Rijksweg Noord 100                    | 50° 58' 29" NB, 5° 50' 11" OL | 1883/GM083 | Villa Huys op de Wolff             |
| Villa (voorm. burgemeesterswoning)            | ca. 1905  | n.b.                                | Rijksweg Noord 114                    | 50° 58' 38" NB, 5° 50' 20" OL | 1883/GM084 | Villa (voorm. burgemeesterswoning) |
| Oostenrijkse woning                           | ca. 1950  | n.b.                                | Strensstraat 1                        | 50° 58' 37" NB, 5° 50' 5" OL  | 1883/GM087 | Upload foto                        |
| Oostenrijkse woning                           | ca. 1950  | n.b.                                | Strensstraat 2                        | 50° 58' 36" NB, 5° 50' 6" OL  | 1883/GM088 | Upload foto                        |
| Oostenrijkse woning                           | ca. 1950  | n.b                                 | Strensstraat 3                        | 50° 58' 37" NB, 5° 50' 5" OL  | 1883/GM089 | Upload foto                        |
| Oostenrijkse woning                           | ca. 1950  | n.b.                                | Strensstraat 4                        | 50° 58' 36" NB, 5° 50' 7" OL  | 1883/GM090 | Upload foto                        |
| Oostenrijkse woning                           | ca. 1950  | n.b.                                | Strensstraat 5                        | 50° 58' 38" NB, 5° 50' 6" OL  | 1883/GM091 | Upload foto                        |
| Oostenrijkse woning                           | ca. 1950  | n.b.                                | Strensstraat 6                        | 50° 58' 37" NB, 5° 50' 8" OL  | 1883/GM092 | Upload foto                        |
| Oostenrijkse woning                           | ca. 1950  | n.b.                                | Strensstraat 7                        | 50° 58' 38" NB, 5° 50' 8" OL  | 1883/GM093 | Upload foto                        |
| Oostenrijkse woning                           | ca. 1950  | n.b.                                | Strensstraat 8                        | 50° 58' 37" NB, 5° 50' 9" OL  | 1883/GM094 | Upload foto                        |
| Oostenrijkse woning                           | ca. 1950  | n.b.                                | Strensstraat 10                       | 50° 58' 38" NB, 5° 50' 9" OL  | 1883/GM095 | Upload foto                        |
| Drievoudig viaduct (Julianatunnel)            | 1930-1931 | Ned. Spoorwegen                     | Bij Tunnelstraat 1                    | 50° 58' 30" NB, 5° 49' 23" OL | 1883/GM096 | Drievoudig viaduct (Julianatunnel) |

## Oud-Geleen
De wijk Oud-Geleen kent 15 gemeentelijke monumenten:
| Object                                 | Bouwjaar                       | Architect                 | Locatie             | Coördinaten                   | Nr.        | Afbeelding                             |
| -------------------------------------- | ------------------------------ | ------------------------- | ------------------- | ----------------------------- | ---------- | -------------------------------------- |
| Kapelanie                              | 1923                           | P.H. Donders en P. Schols | Jodenstraat 2       | 50° 58' 20" NB, 5° 50' 34" OL | 1883/GM046 | Kapelanie                              |
| Pastorie                               | 1923                           | P.H. Donders en P. Schols | Leursstraat 5       | 50° 58' 20" NB, 5° 50' 37" OL | 1883/GM047 | Pastorie                               |
| Woonhuis                               | 1892                           | n.b.                      | Leursstraat 6       | 50° 58' 18" NB, 5° 50' 35" OL | 1883/GM048 | Woonhuis                               |
| Voormalig atelier (Ramakers)           | 1892                           | n.b.                      | Leursstraat 8a      | 50° 58' 18" NB, 5° 50' 36" OL | 1883/GM049 | Voormalig atelier (Ramakers)           |
| Woonhuis                               | laat 19e eeuw met oudere kern  | n.b.                      | Marcellienstraat 1  | 50° 58' 16" NB, 5° 50' 30" OL | 1883/GM051 | Woonhuis                               |
| Woonhuis met vakwerk (aan achterzijde) | kern 1670, 1913 (pleisterwerk) | n.b.                      | Marcellienstraat 11 | 50° 58' 17" NB, 5° 50' 31" OL | 1883/GM053 | Woonhuis met vakwerk (aan achterzijde) |
| Woonhuis                               | 1913 (pleisterwerk)            | n.b.                      | Marcellienstraat 12 | 50° 59' 56" NB, 5° 52' 7" OL  | 1883/GM054 | Woonhuis                               |
| Woonhuis                               | 1906 met oudere kern           | n.b.                      | Marcellienstraat 16 | 50° 58' 19" NB, 5° 50' 32" OL | 1883/GM055 | Woonhuis                               |
| Voormalige winkel met bovenwoning      | 3e kw. 19e eeuw                | n.b.                      | Marcellienstraat 17 | 50° 58' 18" NB, 5° 50' 31" OL | 1883/GM056 | Voormalige winkel met bovenwoning      |
| Woonhuis met vakwerk (aan achterzijde) | ca. 1880, kern ca. 1650        | n.b.                      | Marcellienstraat 6  | 50° 58' 17" NB, 5° 50' 32" OL | 1883/GM052 | Woonhuis met vakwerk (aan achterzijde) |
| Woonhuizen                             | 1859 met oudere kern           | n.b.                      | Peschstraat 19-23a  | 50° 58' 12" NB, 5° 50' 37" OL | 1883/GM070 | Woonhuizen                             |
| Woonhuizen                             | 1898                           | Ramakers                  | Peschstraat 40      | 50° 58' 14" NB, 5° 50' 34" OL | 1883/GM071 | Woonhuizen                             |
| Winkel met bovenwoning                 | aanvang 20e eeuw               | n.b.                      | Pieterstraat 5      | 50° 58' 14" NB, 5° 50' 30" OL | 1883/GM072 | Winkel met bovenwoning                 |
| Woonhuizen                             | 1777                           | n.b.                      | Pieterstraat 15-17  | 50° 58' 13" NB, 5° 50' 28" OL | 1883/GM073 | Woonhuizen                             |
| Bedrijfspand                           | 1970                           | Laurens Bisscheroux       | Rijksweg Noord 71   | 50° 58' 29" NB, 5° 50' 13" OL | 1883/GM081 | Bedrijfspand                           |